# Hervé Flandin
Hervé Flandin (Modane, 4 giugno 1965) è un ex biatleta francese.

## Biografia
In Coppa del Mondo ottenne il primo risultato di rilievo il 16 gennaio 1986 ad Anterselva (60°) e il primo podio il 23 gennaio 1988 nella medesima località (3°).
In carriera prese parte a tre edizioni dei Giochi olimpici invernali, Calgary 1988 (52° nella sprint, 56° nell'individuale, 10° nella staffetta), Albertville 1992 (10° nella sprint, 6° nella staffetta) e Lillehammer 1994 (8° nella sprint, 44° nell'individuale, 3° nella staffetta), e a sei dei Campionati mondiali, vincendo tre medaglie.

## Palmarès

### Olimpiadi
- 1 medaglia:
  - 1 bronzo (staffetta[2] a Lillehammer 1994)

### Mondiali
- 3 medaglie:
  - 2 argenti (staffetta a Minsk/Oslo/Kontiolahti 1990; staffetta[2] ad Anterselva 1995)
  - 1 bronzo (gara a squadre a Minsk/Oslo/Kontiolahti 1990)

### Coppa del Mondo
- Miglior piazzamento in classifica generale: 12º nel 1994
- 2 podi (entrambi individuali[1]), oltre a quelli conquistati in sede olimpica e iridata e validi anche ai fini della Coppa del Mondo:
  - 1 secondo posto
  - 1 terzo posto